# Пельйо (провінція Пезаро і Урбіно)

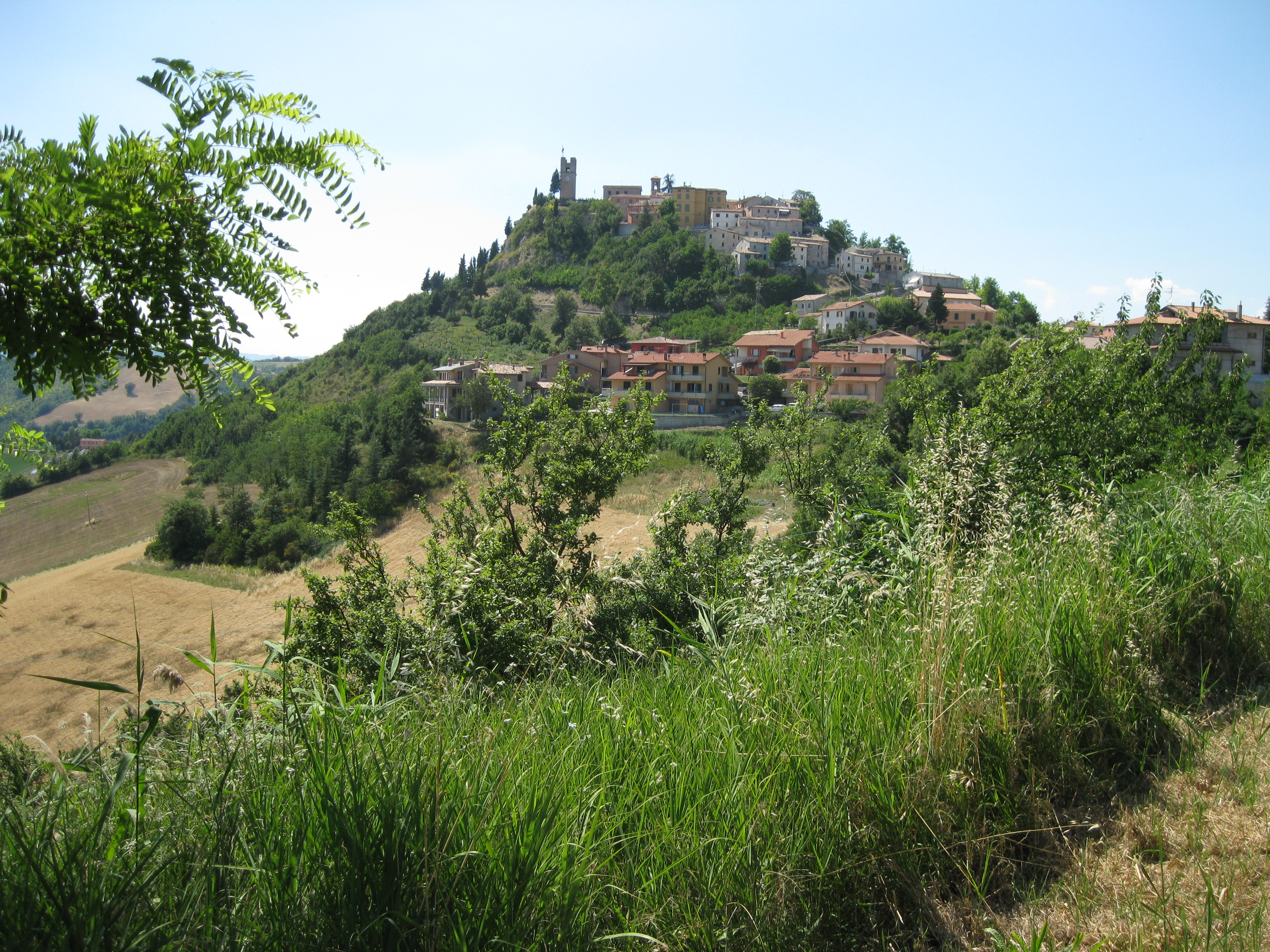

Пельйо (італ. Peglio) — муніципалітет в Італії, у регіоні Марке, провінція Пезаро і Урбіно.
Пельйо розташоване на відстані близько 210 км на північ від Рима, 85 км на захід від Анкони, 45 км на південний захід від Пезаро, 12 км на захід від Урбіно.
Населення — 692 особи (2014).
Щорічний фестиваль відбувається 14 жовтня. Покровитель — San Fortunato.

## Демографія
Населення за роками:

Станом на 1 січня 2023 року в муніципалітеті офіційно проживало 35 іноземців з 12 країн, серед них 18 громадян країн Євросоюзу.

## Сусідні муніципалітети
- Лунано
- Сант'Анджело-ін-Вадо
- Сассокорваро
- Урбанія
- Урбіно